# Самарская площадь
Сама́рская пло́щадь находится в Ленинском районе города Самара.
Границы Самарской площади: Самарская улица, Ярмарочная улица и Молодогвардейская улица.
Через Самарскую площадь пролегает Галактионовская улица.

## Этимология годонима
Прежние названия Самарской площади: Приходская, Торговая, Воскресенская.
С 8 июля 1926 года площадь носила название Самарская, с 16 января 1985 года — носила имя Дмитрия Фёдоровича Устинова, с 25 июля 1988 года — снова Самарская.

## История

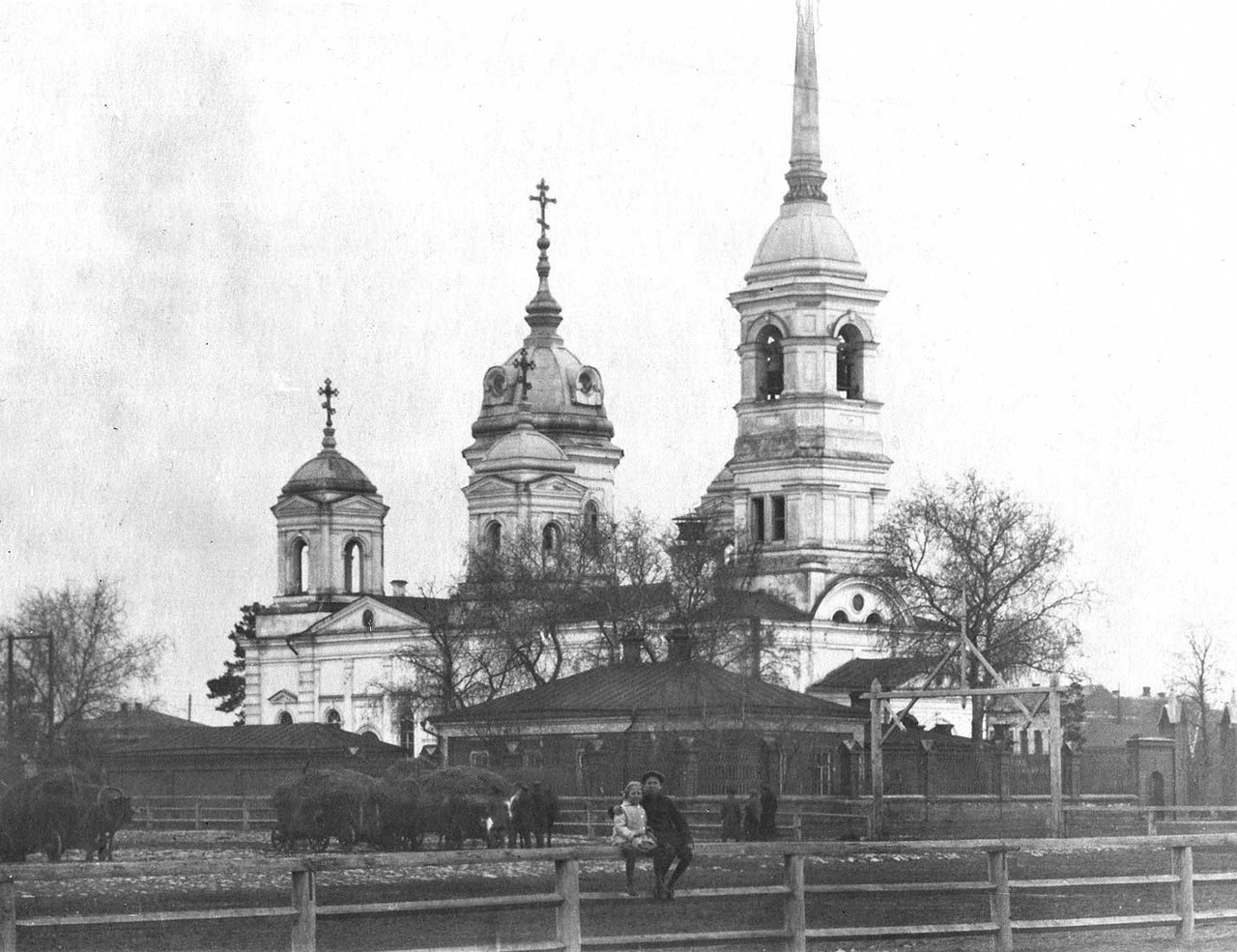
Воскресенская церковь

Бюст Дмитрия Устинова

Долгие годы на этом месте располагалась Воскресенская площадь, на которой шла торговля овощами, молоком, сеном, дровами и всякой мелочью. В 1864 году здесь была построена Воскресенская церковь. В советское время церковь снесли, площадь замостили, а базар просуществовал ещё 40 лет.
В начале 1960-х годов на месте рынка был разбит сквер (архитектор А. А. Тер-Саркисов).
6 мая 1977 года в центре сквера на Самарской площади был установлен бюст Маршала Советского Союза Дмитрия Фёдоровича Устинова (скульптор Л. Е. Кербель, архитектор Г. Г. Лебедев).
В 1971 году к 54-й годовщине Октябрьской революции рядом с Самарской площадью была торжественно открыта новая площадь с монументом Славы.
В 1975 году открыт сквер Победы с 30-струйным фонтаном, соединяющий площадь Славы и Самарскую площадь.
4 ноября 1978 года жителями Самары Иваном Извековым и Андреем Калишиным на площади был совершен теракт. Самодельное взрывное устройство было установлено на пьедестал бюста Д. Ф. Устинова, однако тот от взрыва лишь повернуло на 30 градусов.

## Транспорт
По Галактионовской улице проходят маршруты трамваев 5, 20, 20к, 22 (временно нет движения до окончания строительства станции метро «Театральная»).
По Самарской улице ходят автобусы 2, 23, 44, 50, 297, 206.
По Молодогвардейской улице ходят автобусы 24, 232.
Планировалось построить станцию метро «Самарская», но проект был пересмотрен, строительство этой станции отложено на неопределённый срок.

## Здания и сооружения
Архитектурный ансамбль Самарской площади сложился в 1950-е годы и был дополнен в 1970-е. Первым строением нового типа стал жилой дом для сотрудников КГБ и МВД — № 188А по улице Самарской, построен по проекту архитектора Марии Мошковой на месте бывшего футбольного поля. Строительство этого дома и здания техникума (ул. Самарская, 205А) завершилось до развёрнутой после смерти Сталина «борьбы с архитектурными излишествами».
Архитектура жилых домов по Самарской № 190 и № 203 была упрощена, архитекторы отказались от лепного декора. Проект дома № 203 по Самарской улице лишился стены чердака односкатной крыши, обращённой в сторону площади, как у дома для сотрудников КГБ и МВД. Крыша в итоге сделана двускатной, здание потеряло высоту со стороны площади.
Значительные изменения претерпел проект здания института «Гидропроект» (на месте бывшей Воскресенской церкви): строительство было приостановлено в 1956 году в связи с запретом на возведение высотных зданий за пределами Москвы. К этому моменту были построены шесть этажей центральной административной части и боковые жилые корпуса. Автор Пётр Щербачёв отказался вносить изменения, и для корректировки проекта пригласили ленинградских архитекторов.
Позже было построено здание на углу Галактионовской и Ярмарочной, на первом этаже которого располагался магазин «Медицинская книга».
Споры вокруг статуса охранной зоны ансамбля застройки Самарской площади не прекращаются.